# Maurice Berger (historien)
Pour les articles homonymes, voir Maurice Berger et Berger (homonymie).
Maurice Berger (né le 22 mai 1956 à Lower East Side (New York) et mort le 23 mars 2020 à Copake (État de New York)) est un historien, conservateur de musées et critique d'art américain. 

## Biographie
Maurice Berger est l'auteur de onze livres portant sur l'art, la culture, et la politique de la race aux États-Unis. Son mémoire, White Lies: Race and the Myths of Whiteness (Farrar, Straux & Giroux, 1999) a été l'un des premiers livres à introduire auprès du grand public l'idée de blanchité comme concept racial,. Les écrits, les expositions et les projets médiatiques de Maurice Berger explorent l'intersection entre race et culture visuelle. Il est professeur de recherche et conservateur en chef au Centre d'art, de design et de culture visuelle à l'Université du Maryland, dans le comté de Baltimore. Berger écrit la colonne mensuelle Race Stories pour la section de Lens du New York Times, « une exploration continue de la relation de la race aux représentations photographiques de la race ». Pour sa chronique de Race Stories, Maurice Berger est le récipiendaire du 2018 Infinity Award dans l'écriture critique et la recherche du International Center of Photography.
Maurice Berger était l'étudiant de la célèbre historienne de l'art théorique Rosalind E. Krauss. Il a complété un B.A. au Hunter College et Ph.D. en histoire de l'art et en théorie critique à la City University de New York (CUNY). Il a ensuite concentré son attention sur la race. Un des rares enfants blancs dans son ensemble de logements à faible revenus dans le quartier du Lower East Side de Manhattan, Berger a été sensibilisé à la question des races en grandissant. Par ces expériences, il a regardé au-delà du monde de la “ théorie critique ” pour aborder la pertinence de la culture visuelle, et en particulier des images de la race, dans la vie quotidienne.
Maurice Berger aborde les questions du racisme, de la blancheur (whiteness) et des relations raciales contemporaines et de leurs liens avec la culture visuelle aux États-Unis. Il est l'un des premiers historiens de l'art à fusionner les méthodologies et les pratiques de l'histoire culturelle et de l’histoire d’art avec celles des études raciales et de la théorie critique des races. Il s'agit de travaux que Berger a commencé au milieu des années 1980 en tant que professeur d'art et directeur de galerie au Hunter College. Ses premiers efforts dans ce domaine - co-organisé avec l'anthropologue Johnnetta B. Cole au Hunter College en 1987 - était un projet interdisciplinaire (comprenant un livre, une exposition d'art et un programme de projection de films) intitulé « La Race et Représentation ». Son étude largement anthologisée sur le racisme institutionnel - “ Les musées d'art sont-ils racistes? ” - est apparue dans Art in America trois ans plus tard, et a contribué à stimuler un débat national sur les pratiques d'exclusion des musées d'art américains. Au début des années 1990, Berger a étendu son travail sur la culture visuelle et la race pour inclure une étude soutenue sur le travail d'artistes, d'interprètes, de cinéastes, de producteurs et de personnalités culturelles afro-américains, aboutissant à des expositions monographiques (« Adrian Piper: A Retrospective » et « Fred Wilson Objects and Installations »), des projets multimédias (y compris des compilations et des contextes élaborés pour des expositions d'art) et des essais (sur des sujets aussi variés que les artistes noirs, les limites de la critique d'art, les efforts de conservation pour évaluer l'art “ d'outsiders ”, le projet Harlem Document de la Photo League de New York, et la photographie, l'écriture et les films de Gordon Parks).
Maurice Berger a également organisé un certain nombre d'expositions conceptuelles en rapport à la race, y compris For All The World To See: Visual Culture and the Struggle for Civil Rights, en collaboration avec le musée national de l'histoire et de la culture afro-américaine de la Smithsonian Institution et le Centre d'art, de design et de culture visuelle de l'Université du Maryland, dans le comté de Baltimore. Cette exposition a été la première à examiner le rôle joué par les images visuelles dans la formation, l'influence et la transformation de la lutte moderne pour l'égalité raciale et la justice aux États-Unis,,,. Elle a ouvert au Centre International de la Photographie à New York en mai 2010, et a voyagé au musée d'Histoire Afro-Américaine DuSable (Chicago), au musée National Smithsonian d'Histoire Américaine (DC), au Musée National des Droits Civils de Memphis, au Centre d'Art, de Design et de la culture visuelle de Baltimore, à la galerie d'art américain Addison (Andover, MA) et dans d'autres lieux encore.
Il décède avec les symptômes du Covid-19, mais, en l'absence de test, il est impossible de le compter avec certitude parmi les victimes de l'épidémie.